# حسين الكرماني
الشيخ حسين بن عبد العلي الكرماني الطهراني اليزدي. رجل دين وخطيب ومؤلف شيعي إيراني من أهل كرمان بالإضافة إلى تسلُّطه على الأدب الفارسي إذ له أشعار بالفارسيَّة يتخلَّص فيها بالعاصي. والكرماني من أعلام المدرسة الشيخيَّة إذ أنَّه من تلامذة أحمد بن زين الدين الأحسائي، وكثيراً ما يمتدح أستاذه في مؤلَّفاته مدحاً بالغاً. وقد نبَّه أحمد الحسيني في ترجمته لليزدي في كتابه تراجم الرجال إلى وقوع اختلاف في اسم والد اليزدي واسم جده فورد اسم والده في بعض كتبه علي حسين أو علي حسن كما سمَّى جده في بعضها عبد العالي بدلاً من عبد العلي، واحتمل كون ذلك من أخطاء الناسخين، وذهب إلى أن انتسابه إلى جده عبد العلي هو بداعي الاختصار.

## مؤلفاته
من مؤلَّفاته:
| - عجائب الأسرار في مناقب الأبرار. - زاد المسافرين ومعاد المهاجرين. - مائدة العارفين. - مائدة الصائمين. - مقتل الحسين. | - صحبة الأبرار. - صحيفة الألم. - مصائب العارفين. - ليالي عشر. |